# Улица Дзержинского (Павловск)
Улица Дзержи́нского — улица в городе Павловске (Пушкинский район Санкт-Петербурга). Проходит от улицы Гоголя до Партизанского переулка.
Наименована в 1960-х годах в честь председателя ВЧК (позже ОГПУ) Ф. Э. Дзержинского.
На участке от улицы Гоголя до Звериницкой улицы проходит по территории объекта культурного наследия регионального значения «Зверинец. Сохранившаяся историческая планировка с водной системой и старовозрастными деревьями».

## Перекрёстки
- улица Гоголя
- Звериницкая улица
- Краснофлотский переулок
- Партизанский переулок